# William Stern
William Lewis Stern (29 de abril de 1871-27 de marzo de 1938) fue un psicólogo, intelectual y filósofo alemán, conocido como pionero en el campo de la psicología de la personalidad y de la inteligencia. Fue el inventor del concepto cociente de la inteligencia, o índice de inteligencia, usado más adelante por Lewis Terman y otros investigadores en el desarrollo de las primeras pruebas de Cociente intelectual, basado en el trabajo de Alfred Binet. Fue el padre del escritor y filósofo alemán Günther Anders. En 1897 inventó el variador del tono, permitiendo investigar la percepción humana del sonido de una manera sin precedentes.

## Biografía
Recibió su doctorado en psicología de la universidad de Berlín en 1893. Enseñó en la universidad de Breslau de 1897 a 1916. En 1916 fue nombrado profesor de psicología en la universidad de Hamburgo, en donde permanecería hasta 1933 como director del instituto psicológico. Al ser judío fue expulsado por el régimen de Hitler después de la subida al poder del nazismo. Emigró primero a los Países Bajos y después a Estados Unidos, en 1933, donde fue nombrado conferenciante y profesor en la Universidad de Duke, donde enseñó hasta su muerte en 1938.
Se casó con Clara Joseephy, una psicóloga. Tuvieron tres niños: Hilde, Eva y Günther, quien se convirtió también en ensayista y pensador.
Stern era considerado en su tiempo como un psicólogo de la juventud y la principal autoridad en psicología diferencial. Introdujo en el estudio de la inteligencia el concepto de cociente de inteligencia o índice de inteligencia y la práctica de dividir la edad de desarrollo mental por la edad biológica. La filosofía de Stern, expuesta en varios libros voluminosos, fue expresada como una forma de personalismo.
Escribió también sobre la personalidad de grupos de personas. Vio a instituciones grandes tales como la iglesia como entidades vivas con personalidades. Arie de Geus lo citó en el libro holandés De levende Onderneming («La compañía viva») que utiliza la filosofía de Stern para explicar la longevidad de ciertas compañías como Shell y Mitsubishi.

## Libros
- Stern, W. (1912). "The Psychological Methods of Intelligence Testing" (G. Whipple, Trans.). Baltimore: Warwick and York.
- General Psychology from the Personalistic Standpoint (1938)